# Biochemical Pathways
Biochemical Pathways („Biochemische Reaktionswege“) ist der Titel einer in verschiedenen Formen verfügbaren graphischen Darstellung der in Lebewesen ablaufenden chemischen Reaktionen mit den daran beteiligten chemischen Verbindungen und Enzymen, weiteren Einflussfaktoren sowie der Vernetzung der einzelnen Reaktionen miteinander. Sie wurde vom deutschen Biochemiker Gerhard Michal während seiner Tätigkeit für die Firma Boehringer Mannheim erstellt und erstmals 1968 in Form eines Wandposters veröffentlicht.
In den Jahren 1972, 1976, 1992 und 2005 erschienen überarbeitete und erweiterte Neuauflagen. Die Posterfassung wird von Roche Diagnostics, der Nachfolgefirma von Boehringer Mannheim, weltweit kostenlos verteilt und erreichte bisher eine Gesamtauflage von rund 700.000 Exemplaren. Seit der zweiten Auflage besteht „Biochemical Pathways“ aus zwei verschiedenen Postern. Das erste mit einer Breite von rund 1,40 Metern und einer Höhe von rund einem Meter enthielt die klassische Gesamtdarstellung, während das zweite im Format 1,15 × 1,00 Meter eine detaillierte Präsentation der höhermolekularen Stoffwechselwege in einer einzelnen Zelle darstellte. Ein alphabetisch sortiertes Indexheft zu den Postern erleichtert das Auffinden der dargestellten chemischen Verbindungen und Enzyme.
Im Jahr 1999 wurde unter dem Titel „Biochemical Pathways: An Atlas of Biochemistry and Molecular Biology“ eine käuflich erhältliche Ausgabe in Buchform veröffentlicht. Der Umfang des Werkes, an dem Gerhard Michal mit über 20 Mitautoren rund fünf Jahre arbeitete, beträgt rund 280 Seiten. Eine digitale Version, bei der die Darstellung in nummerierte Felder eingeteilt erfolgt, ist online im World Wide Web über das Internet-Angebot des Swiss Institute of Bioinformatics verfügbar.